# Akanthos

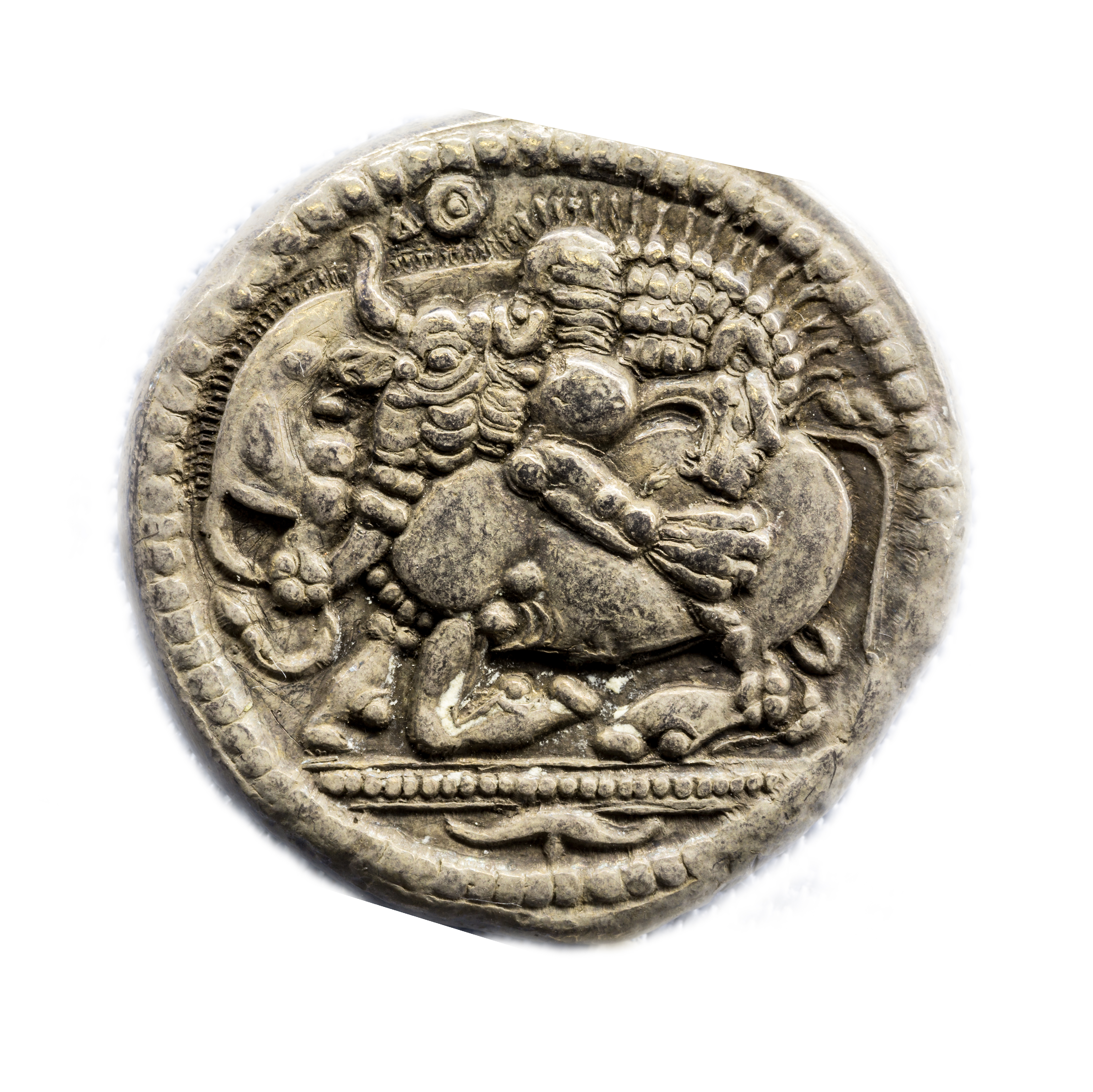
Srebrna tetradrachma z Akanthos, ok. 490 p.n.e.

Akanthos (gr. Ἄκανθος, łac. Acanthus) – kolonia Andros na północnym wybrzeżu Morza Egejskiego, na wschodnim brzegu Chalkidyki. Założona w roku 655 p.n.e. w czasie wielkiej kolonizacji.